# Mike Daly
Mike Daly é um compositor, produtor musical e multi-instrumentista norte-americano.